# قلقل طويل القنابة
قلقل طويل القنابة (الاسم العلمي:Abrus longibracteatus) هو نوع من النباتات يتبع جنس القلقل من الفصيلة البقولية.